# Minister za finance Republike Slovenije
Minister za finance Republike Slovenije je politični vodja Ministrstva za finance Republike Slovenije, ki ga predlaga predsednik Vlade Republike Slovenije in imenuje Državni zbor Republike Slovenije ter je po Zakonu o Vladi Republike Slovenije član Vlade Republike Slovenije.
Trenutno položaj zaseda Klemen Boštjančič.

## Delovna področja
Delovna področja za katera je odgovoren minister za finance so:
- finančni sistem,
- tekoča gibanja v javnih financah,
- vrednostni papirji,
- davki in carine,
- proračun,
- igre na srečo,
- upravljanje s sredstvi Evropske unije,
- javno-zasebno partnerstvo,
- lokalne skupnosti,
- revidiranje,
- državne pomoči,
- javno računovodstvo,
- finančno premoženje in poroštva,
- mednarodni finančni odnosi,
- evro,
- sistem javnega naročanja in
- evropski semester.

## Položaj v Evropski uniji
Minister za finance je član Sveta Evropske unije za gospodarstvo in finance (ECOFIN), ki predstavlja eno od oblik Sveta Evropske unije.

## Seznam
Seznam oseb, ki so opravljale funkcijo ministra za finance.

### Republiški sekretar za finance Republike Slovenije
1. vlada Republike Slovenije
- Marko Kranjec (16. maj 1990 - 8. maj 1991)[4]
- Dušan Šešok (9. maj 1991 - 14. maj 1992)[4]

### Minister za finance Republike Slovenije
2. vlada Republike Slovenije
- Janez Kopač (14. maj 1992 – 10. junij 1992)[4]
- Mitja Gaspari (10. junij 1992 – 25. januar 1993)[4]

3. vlada Republike Slovenije
- Mitja Gaspari (25. januar 1993 – 27. februar 1997)[4]

4. vlada Republike Slovenije
- Mitja Gaspari (27. februar 1997 – 7. junij 2000)[4]

5. vlada Republike Slovenije
- Zvonko Ivanušič (7. junij 2000 – 30. november 2000)[4]

6. vlada Republike Slovenije
- Anton Rop (30. november 2000 – 19. december 2002)[4]

7. vlada Republike Slovenije
- Dušan Mramor (19. december 2002 – 3. december 2004)[4]

8. vlada Republike Slovenije
- Andrej Bajuk (imenovan 3. decembra 2004[5] – razrešen 7. novembra 2008[6])

9. vlada Republike Slovenije
- Franc Križanič (imenovan 21. novembra 2008[7] – razrešen 20. septembra 2011[8])

10. vlada Republike Slovenije
- Janez Šušteršič (imenovan 10. februarja 2012[9] – odstopil 24. januarja 2013[10])
- Janez Janša (začasno samopooblaščen 1. februarja 2013[11] – razrešen 27. februarja 2013[12])

11. vlada Republike Slovenije
- Uroš Čufer (imenovan 20. marca 2013[13] – razrešen 18. septembra 2014[14])

12. vlada Republike Slovenije
- Dušan Mramor (imenovan 18. septembra 2014[14] – odstopil 13. julija 2016 )
- Mateja Vraničar Erman (imenovana 21. 9. 2016 – razrešena 13. 9. 2018)

13. vlada Republike Slovenije
- Andrej Bertoncelj (13. september 2018 – 13. marec 2020)

14. vlada Republike Slovenije
- Andrej Šircelj (13. marec 2020 – 1. junij 2022)

15. vlada Republike Slovenije
- Klemen Boštjančič (1. junij 2022 - danes)

## Galerija
- Mitja Gaspari (1992–2000)
- Anton Rop (2000–2002)
- Andrej Bajuk (2004–2008)
- Franc Križanič (2008–2012)
- Janez Šušteršič (2012–2013)
- Dušan Mramor (2014-2016)
- Mateja Vraničar Erman (2016-2018)
- Andrej Bertoncelj (2018-2020)
- Andrej Šircelj (2020-2022)
- Klemen Boštjančič (2022-danes)